# 햇빛 노인정의 기막힌 장례식
《햇빛 노인정의 기막힌 장례식》은 MBC에서 2013년 10월 2일에 방영한 드라마 페스티벌 시즌 1의 첫 번째 작품이다. 이 드라마는 MBC 수목 미니시리즈 《투윅스》와 《메디컬 탑팀》 사이에 일주일의 빈자리가 생기자 미리 준비되었던 이 단막극이 그 자리를 채우게 되었다.

## 등장 인물

### 주요 인물
- 백일섭 : 김구봉 역
- 이호재 : 최옹식 역
- 안해숙 : 박여사 역
- 박혁권 : 해식 역
- 안병경 : 문 노인 역

### 그 외 인물
- 오나라
- 오용
- 최민금
- 김봉수
- 강문경
- 김선녀
- 임지영